# Grove (Nottinghamshire)
Pour les articles homonymes, voir Grove.
 (janvier 2024).
Grove est un village du Nottinghamshire, en Angleterre.